# نوح برتون
نوح برتون (انگلیسی: Noah Burton؛ 18 December 1896 – ۱۹۵۶ (۵۹−۶۰ سال)) بازیکن فوتبال بود.